# Polyrhachis equina
Polyrhachis equina är en myrart som beskrevs av Smith 1857. Polyrhachis equina ingår i släktet Polyrhachis och familjen myror. Inga underarter finns listade i Catalogue of Life.